# Сен Тит (Квебек)
Сен Тит (фр. Saint-Tite) је град у Канади у покрајини Квебек. Према резултатима пописа 2011. у граду је живело 3.880 становника.

## Становништво
Према резултатима пописа становништва из 2011. у граду је живело 3.880 становника, што је за 1,4% више у односу на попис из 2006. када је регистровано 3.826 житеља.
| 2006. | 2011. |
| ----- | ----- |
| 3.826 | 3.880 |